# Kirkby on Bain
Kirkby on Bain est une paroisse civile et un village du Lincolnshire, en Angleterre.